# Moda das décadas de 1600 a 1650 na Europa Ocidental

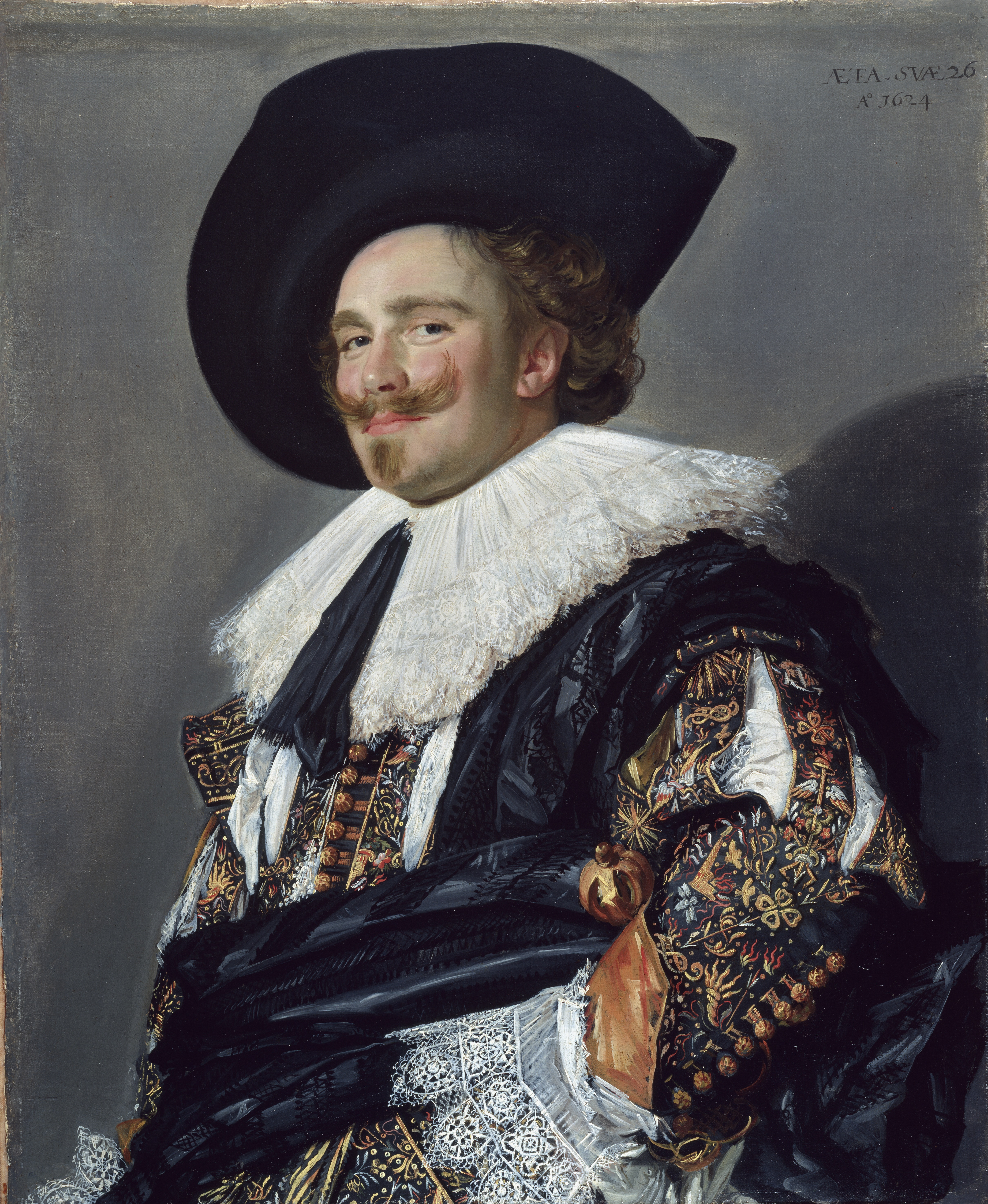
"O cavalheiro sorridente", de Frans Hals, usa um gibão com mangas recortadas, gola e punhos largos de renda reticela e um chapéu de abas largas, 1624.

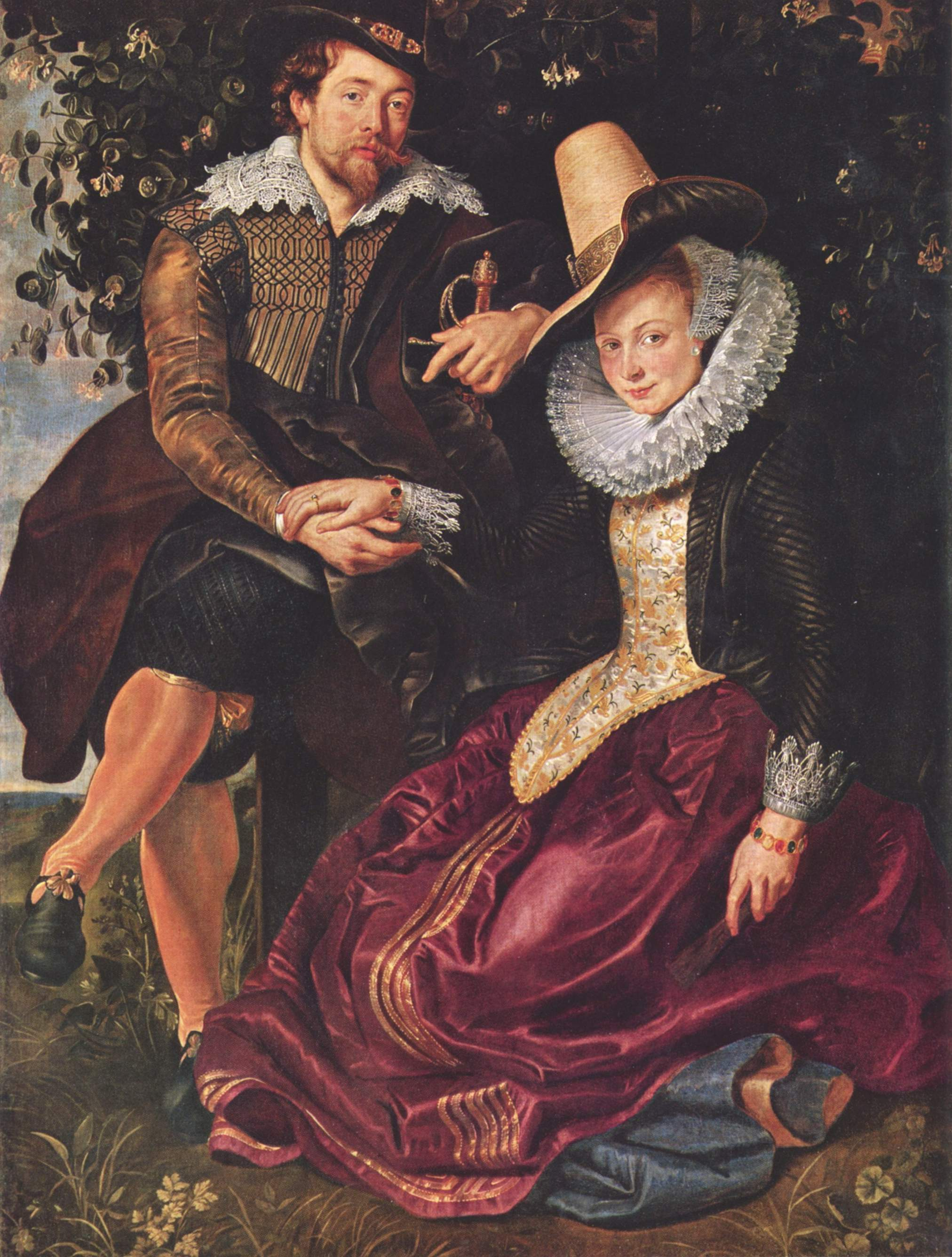
O pintor Rubens junto com sua primeira esposa. O corpete longo e o casaco tipo jaqueta são característicos da moda holandesa, c. 1610.

Na moda ocidental, do período de 1600 a 1650, as roupas da Europa Ocidental são caracterizadas pelo desaparecimento do rufo em favor de rendas largas ou golas de linho. As cinturas subiram durante o período para homens e mulheres. Outras modas notáveis incluíam mangas largas e cortadas e chapéus altos ou largos com abas. Para os homens, o uso de meias-calças, comuns desde a Idade Média, foi sendo substituído por calções na altura dos joelhos. A silhueta, essencialmente rente ao corpo com mangas justas e cintura baixa e pontiaguda até cerca de 1615, foi gradualmente se suavizando e se alargando. As mangas ficaram muito cheias e, nas décadas de 1620 e 1630, muitas vezes eram usadas com recortes na altura dos ombros para mostrar as mangas volumosas da camisa ou camisola que se usava por baixo.[carece de fontes?]
A moda espanhola permaneceu muito conservadora. Os rufos (ou gorgeira) duraram mais tempo na Espanha e na Holanda, mas desapareceram, primeiro para os homens e depois para as mulheres, na França e na Inglaterra.
As tensões sociais, que levaram à Guerra Civil Inglesa, se refletiram na moda da Inglaterra, com os elaborados estilos franceses, populares nas cortes de Jaime I e seu filho Carlos I, contrastando com os estilos sóbrios em cores tristes preferidos pelos puritanos que fundaram as primeiras colônias inglesas na América.[carece de fontes?]
Nas primeiras décadas do século, uma tendência entre poetas e artistas para adotar uma pose elegante de melancolia se reflete na moda, onde os toques característicos são cores escuras, golas abertas, túnicas desabotoadas ou gibões e uma aparência geralmente desgrenhada, acompanhada de retratos com poses cansadas do mundo e expressões tristes.[carece de fontes?]

## Modas influenciadas pelas cortes reais

### Tecidos e padrões

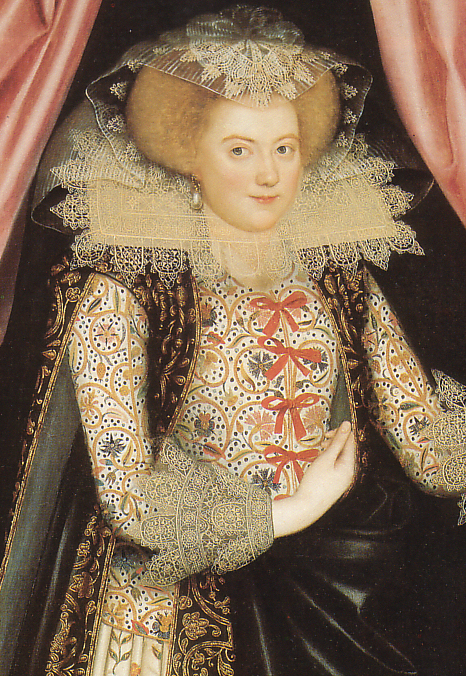
O bordado floral de rolagem decora o vestido, a anágua e a jaqueta de linho desta jovem inglesa, enfeitados com renda reticela, na gola, punhos e cocar.
Inglaterra c. 1614–18.

Sedas estampadas com elaborados padrões de romã ou alcachofra ainda são vistas neste período, especialmente na Espanha, mas um estilo mais leve de motivos florais em rolagem, tecidos ou bordados , era popular, especialmente na Inglaterra.[carece de fontes?]
O grande florescimento da renda de agulha ocorreu neste período. Reticella geométrica derivada de cutwork foi elaborada em agulha fina ou punto in aria (chamado na Inglaterra de "point lace"), que também refletia os populares desenhos florais de rolagem. 
Na Inglaterra, jaquetas de seda, de linho bordado, presas com laços de fita estavam, na moda para homens e mulheres de c. 1600–1620, assim como a renda reticela tingida com amido amarelo. jaquetas com mangas divididas (muitas vezes enfeitadas com fileiras horizontais de tranças) eram usadas tanto por homens quanto por mulheres.[carece de fontes?]
A partir da década de 1620, os desenhos bordados nas roupas saíram de moda e foram substituídos por tecidos de cetim de cores sólidas. Fitas coloridas passaram a ser usadas em laços elaborados, tipo roseta, nos enfeites de roupas.[carece de fontes?]

### Retratos e fantasia
Na Inglaterra, a partir da década de 1630, sob a influência da literatura e especialmente das máscaras da corte, Anthony van Dyck e seus seguidores criaram a moda de pintar o retrato de alguém em roupas exóticas, históricas ou do campo, ou em moda contemporânea simplificada, mas ornamentadas com longas faixas de pano, capas, mantos, e joias, adicionados para evocar um clima de antiguidade clássica ou romântico, e também para evitar que o retrato pareça ter sido feito recentemente. Essas pinturas são as progenitoras da moda da negligência romântica do final do século XVII, de pintar o retrato de pessoas de forma seminua, e não refletem necessariamente as roupas que eram usadas na vida real.

## Moda feminina

### Vestidos, corpetes e anáguas

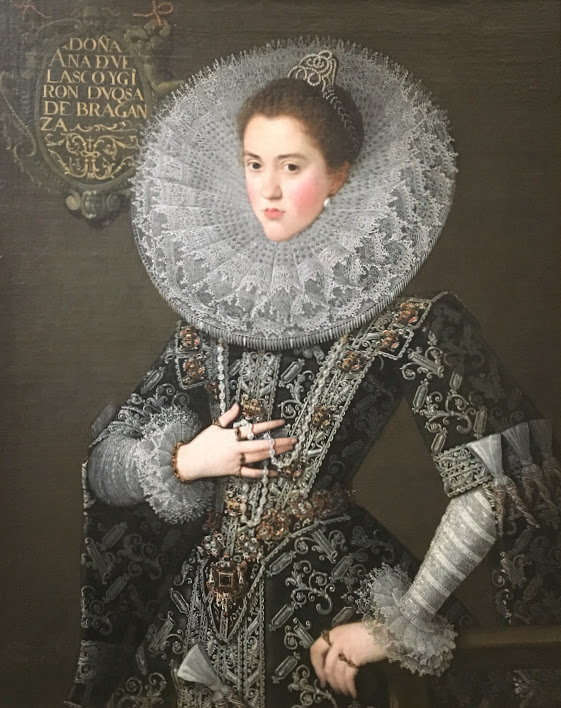
Retrato de Ana de Velasco, duquesa de Bragança, com vestido de mangas justas e com babados e uma grande gorgeira de renda no pescoço.
Nesta época a moda portuguesa era fortemente influenciada pela Espanha.Portugal, 1603.

Nos primeiros anos do novo século, os corpetes da moda tinham decotes altos ou extremamente baixos, decotes arredondados e asas curtas nos ombros. Às vezes, babados de estrela fechados separados eram usados, com a gola alta, sustentada por uma pequena armação de arame ou suporte usado para uso mais casual e se tornando mais comum posteriormente. Mangas compridas foram usadas com punhos profundos para combinar com o colarinho. O rufo de estrela desapareceu na moda da Inglaterra em 1613.[carece de fontes?]

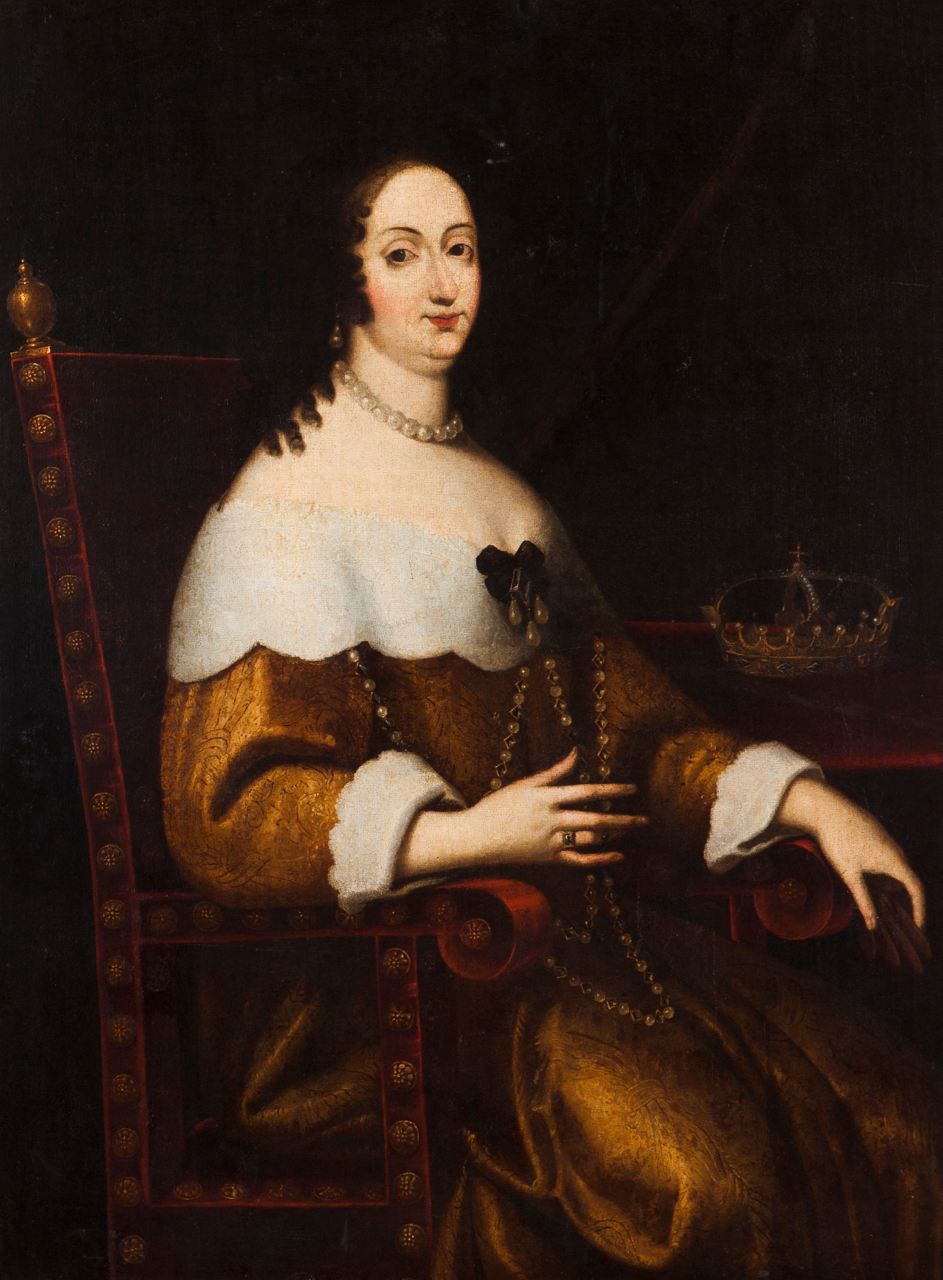
Luísa de Gusmão rainha de Portugal, usando um vestido de cetim amarelo com mangas folgadas e babados nas mangas e no decote. Quadro do final da década de 1640.

Em meados da década de 1620, os estilos eram relaxantes. Os babados foram descartados em favor das golas com arame, chamadas de rebatos na Europa continental e, posteriormente, golas largas e planas. Nas décadas de 1630 e 1640, os colarinhos eram acompanhados de lenços semelhantes aos lenços de linho usados pelas mulheres de classe média no século anterior; muitas vezes a gola e o lenço eram enfeitados com renda combinando.[carece de fontes?]
Os corpetes eram de cintura longa no início do século, mas as cinturas subiam continuamente até meados da década de 1630 antes de começar a cair novamente. Na segunda década do século XVII, desenvolveram-se abas curtas presas à parte inferior do corpete cobrindo o bumbum que sustentava as saias. Essas abas cresceram mais durante a década de 1620 e foram usadas com uma estomaqueira que preenchia a lacuna entre as duas bordas frontais do corpete. Em 1640, as abas longas quase desapareceram e uma cintura mais longa e lisa tornou-se moda: a cintura voltou à altura normal nas costas e nos lados, sendo mais baixa na frente.[carece de fontes?]
As mangas compridas e justas do início do século XVII ficaram mais curtas, mais cheias e mais soltas. Um estilo comum das décadas de 1620 e 1630 era a manga virago , uma manga cheia e cortada reunida em dois puffs por uma fita ou outro acabamento acima do cotovelo.[carece de fontes?]
Na França e na Inglaterra, os cetins leves e brilhantes ou em tons pastéis substituíram os tecidos escuros e pesados. Como em outros períodos, os pintores tendiam a evitar a dificuldade de pintar tecidos listrados; fica claro pelos inventários que eram comuns.  colares curtos de pérolas estavam na moda.[carece de fontes?]
Vestidos folgados (chamados de camisolas na Inglaterra) com mangas compridas pendentes, mangas curtas abertas ou nenhuma manga eram usados sobre o corpete e a saia e amarrados com uma faixa de fita na cintura. Na Inglaterra das décadas de 1610 e 1620, um tipo de jaqueta bordada, chamada colete era usada por cima de uma camisola solta e uma saia bordada contrastante.  Vestidos pretos eram usados nas ocasiões mais formais; eles saíram de moda na Inglaterra na década de 1630 em favor de vestidos para combinar com o corpete e a anágua, mas continuaram sendo um importante item de vestuário no restante da Europa.

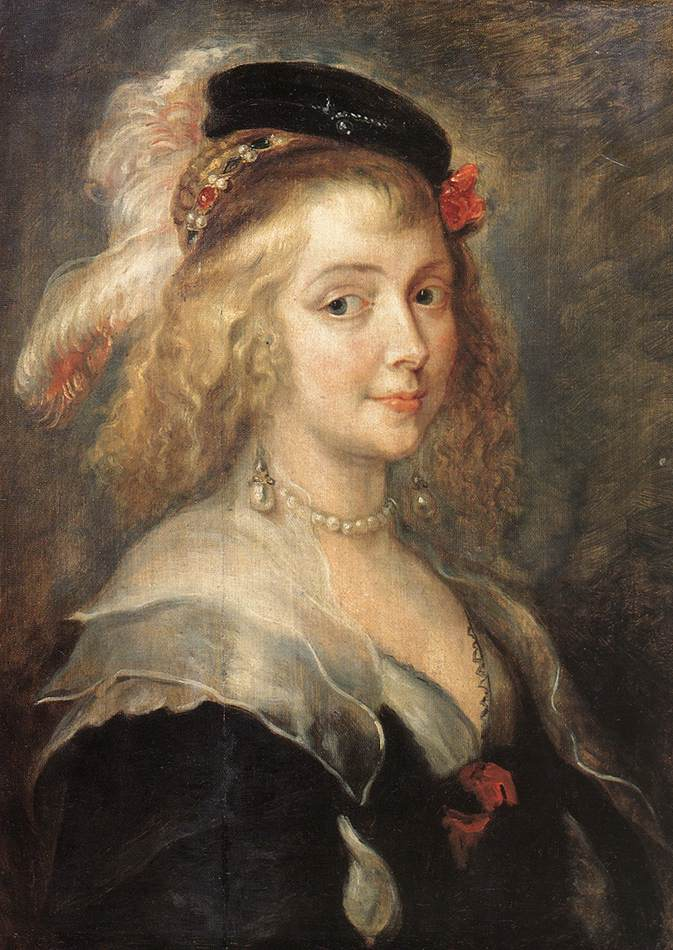
Retrato de Helena Fourment, evidenciando o penteado e decote, Inglaterra, c. 1630.

Pelo menos na Holanda, o vestido com abertura na frente chamado vlieger era estritamente reservado para mulheres casadas. Antes do casamento, usava-se o bouwen , "um vestido com corpete justo e saia toda fechada"; era conhecido na Inglaterra como "holandês" ou "vestido redondo".
Até 1630 era comum o uso de saias abertas para deixar a mostra a roupa que se usava por baixo. Quando se usava uma saia com abertura na frente, colocava-se uma outra saia por baixo ou então uma anágua longa e enfeitada. Quando se usava saias fechadas era comum, às vezes, manter a barra da saia levantada e presa com cordões para deixar a mostra a anágua, que ia até o tornozelo e, geralmente, tinha a barra enfeitada com bordados.[carece de fontes?]
Os espartilhos eram mais curtos para se adequar aos novos corpetes e podiam ter um busk muito rígido no centro da frente, estendendo-se até a lateral da estomaqueira. As saias eram mantidas na forma adequada através de uma armação acolchoada ou farthingale francês, segurando as saias em forma arredondada na cintura, caindo em dobras suaves no chão. O farthingale da rodado foi usado na corte inglesa até a morte de Ana da Dinamarca em 1619.[carece de fontes?]

### Penteados e chapéus
Por volta de 1613, o cabelo era usado preso no alto da testa. As mulheres casadas prendiam o cabelo com uma touca de linho ou boinas, muitas vezes com guarnição de renda. Chapéus altos como os usados pelos homens foram adotados para uso ao ar livre.[carece de fontes?]
Em um estilo característico de 1625-1650, o cabelo era usado em ondas soltas até os ombros nas laterais, com o resto do cabelo preso ou trançado em um coque alto na parte de trás da cabeça. Uma franja curta ou franja pode ser usada com este estilo. As casadas muito elegantes abandonavam o gorro de linho e usavam os cabelos descobertos ou com chapéu.[carece de fontes?]
| OcultarHistória da moda | OcultarHistória da moda | OcultarHistória da moda |
| ----------------------- | --- | ----------------------- |
| Antiguidade             | Egípcio · Bíblico · Romano · Greco · Indiano · Chinês                                                                            |                         |
| Medieval                | Bizantino · Anglo-saxão · Inglês · Japonês · Coreano · Otomano · Europeu (Século XII · Século XIII · Século XIV · Século XV)     |                         |
| Anos 1500–1820          | Renascença · (1500–1550 · 1550–1600 · 1600–1650 · 1650-1700) · Iluminismo (1700–1750 · 1750–1795) · Diretório (1795–1820 · 1820) |                         |
| Anos 1830–1910          | Vitoriano (1830 · 1840 · 1850 · 1860 · 1870 · 1880 · 1890) · Eduardiano (1900 · 1910)                                            |                         |
| 1920-1990               | 1920 · 1930–1945 · Pós-Guerra e Guerra Fria (1945–1960 · 1960 · 1970 · 1980)                                                     |                         |
| 2000-presente           | 1990 · 2000 · 2010 · 2020 |                         |